# Дигитална слика
Дигитална слика је електронски забележена слика (представљена у бинарном бројном систему).  При коришћењу овог појма се обично мисли на дводимензиону слику дискретизовану на графичке јединице, зване пиксели тј. на растерну слику. Но, сам појам може да означава како векторски дефинисане слике, тако и тродимензионе слике. Дигитална слика може такође бити само један фрејм рачунарске анимације.

## Растер
Растерска слика састоји се из коначног скупа дигиталних вредности који се називају елементи слике или пиксели. Дигитална слика садржи коначан број редова и колона пиксела. Пиксели су најмањи појединачни елементи слике који садрже вредности осветљења дате боје у свакој специфичној тачци.
Уобичајено, пиксели су ускладиштени у меморији рачунара као растерска слика или растерска мапа, тј. као дводимензионални низ целих бројева. Вредности се обично пребацују и чувају у компресованом облику.
Најчешћи формати: .BMP, .TIF, .JPG, .GIF, and .PNG.